# Stazione di Ottawa
La stazione di Ottawa (in inglese Ottawa Train Station) è la principale stazione ferroviaria di Ottawa, Canada.